# Acacia aneura var. argentea
Acacia aneura var. argentea es una especie de leguminosa del género Acacia, endémica del estado de Australia Occidental.

## Descripción
Es un árbol que puede llegar a los siete metros de altura, de follaje ceniciento. Los filodios, característicos del género Acacia, son aplanados y presentan unas dimensiones de entre 3 a 6,5 cm de largo y 5 a 8 mm de ancho. La floración tiene lugar en julio. Crece en loam arcilloso-arenoso.